# زين موسى
زين موسى (بالإنجليزية: Zane Moosa)‏ هو لاعب كرة قدم جنوب أفريقي في مركز الوسط، ولد في 23 سبتمبر 1968 في Marabastad, Pretoria ‏ في جنوب أفريقيا. شارك مع منتخب جنوب أفريقيا لكرة القدم. أما مع النوادي، فقد لعب مع النادي الأهلي وبيدفيست ويتس وكايزر تشيفز وماميلودي صن داونز.

## وصلات خارجية
- زين موسى على موقع قاعدة بيانات كرة القدم.إي يو (الإنجليزية)
- زين موسى على موقع ناشيونال فوتبول تيمز (الإنجليزية)